# Gérard Deltell
Gérard Deltell (Québec, 8 de agosto de 1964) es un periodista y político canadiense, miembro de la Cámara de los Comunes de ese país.

## Biografía
Nació en agosto de 1964, hijo de Guy Detell y Paule Ponzelli, franceses nacidos en Argelia. Estudió ciencias sociales en Cégep de Sainte-Foy, donde se graduó en 1984. Se licenció en historia en la Universidad Laval y se graduó en 1989. También recibió formación como locutor en el Collège des annonceurs radio télévision en 1982 y en la École de radio et de télévision Promédia en 1993.
Antes de ingresar a la política, Deltell trabajó como corresponsal de televisión en TQS. También trabajó para las estaciones de TVA y Radio-Canadá en la ciudad de Quebec, así como para la estación de radio CIRO-FM como presentador de programas de radio. En general, trabajó como periodista durante un total de más de 20 años.
En 2008 fue elegido a la Asamblea Nacional de Quebec bajo las banderas del partido Acción Democrática de Quebec, partido del cual se convirtió jefe en 2009. Ocupó un escaño en esa legislatura hasta 2015, cuando fue elegido a la Cámara de los Comunes de Canadá por el Partido Conservador. Tras reelegirse en 2019, fue nombrado Líder de la Oposición en la cámara baja.